# Paroksetin
Paroksetín, pod zaščitenima imenoma Paxil in Seroxat ter drugimi, je antidepresiv iz skupine selektivnih zaviralcev ponovnega privzema serotonina (SSRI). Uporablja se za zdravljenje velike depresivne motnje, obsesivno-kompulzivne motnje, panične motnje, socialne anksiozne motnje, posttravmatske stresne motnje, generalizirane anksiozne motnje in predmenstrualne disforične motnje. Uporablja se tudi za zdravljenje prezgodnjega izliva pri moških ter vročinskih oblivov pri ženskah v menopavzi. Uporablja se peroralno (skozi usta).
Pogosti neželeni učinki vključujejo zaspanost, suha usta, izgubo apetita, znojenje, nespečnost in spolno disfunkcijo. Možni resni neželeni učinki so samomorilne misli pri bolnikih, starih do 25 let, serotoninski sindrom in maničnost. Nasploh je pogostnost neželenih učinkov podoben kot pri drugih selektivnih zaviralcih ponovnega privzema serotonina ali zaviralcih ponovnega privzema serotonina in noradrenalina, podatki kažejo, da se pri paroksetinu nekoliko pogoste pojavljajo odtegnitveni simptomi ob prenehanju zdravljenja. Uporaba med nosečnostjo se odsvetuje, med dojenjem pa je njegova uporaba relativno varna. Mehanizem delovanja paroksetina naj bi temeljil na zaviranju ponovnega privzema serotonina iz sinaptičnih špranj nazaj v nevrone v osrednjem živčevju.
Paroksetin so v Združenih državah Amerike odobrili za klinično uporabo leta 1992. Zdravilo je utržilo farmacevtsko podjetje  GlaxoSmithKline. Uvrščen je na seznam osnovnih zdravil Svetovne zdravstvene organizacije, ki zajema najpomembnejša zdravila, potrebna za zagotavljanje osnovne zdravstvene oskrbe. Na voljo je že v obliki generičnih (večizvornih) zdravil. Leta 2012 je ameriško Ministrstvo za pravosodje podjetju GlaxoSmithKline naložilo kazen v vrednosti 3 milijard ameriških dolarjev zaradi prikrivanja podatkov, nezakonitega promoviranja uporabe zdravila pri otrocih in mladostnikih, mlajših od 18 let in priprave zavajajočega znanstvenega članka o učinkih paroksetina pri mladostnikih z depresijo.